# Tianeti
Tianeti (თიანეთი) este un oraș în Georgia.